# Alfons Kist

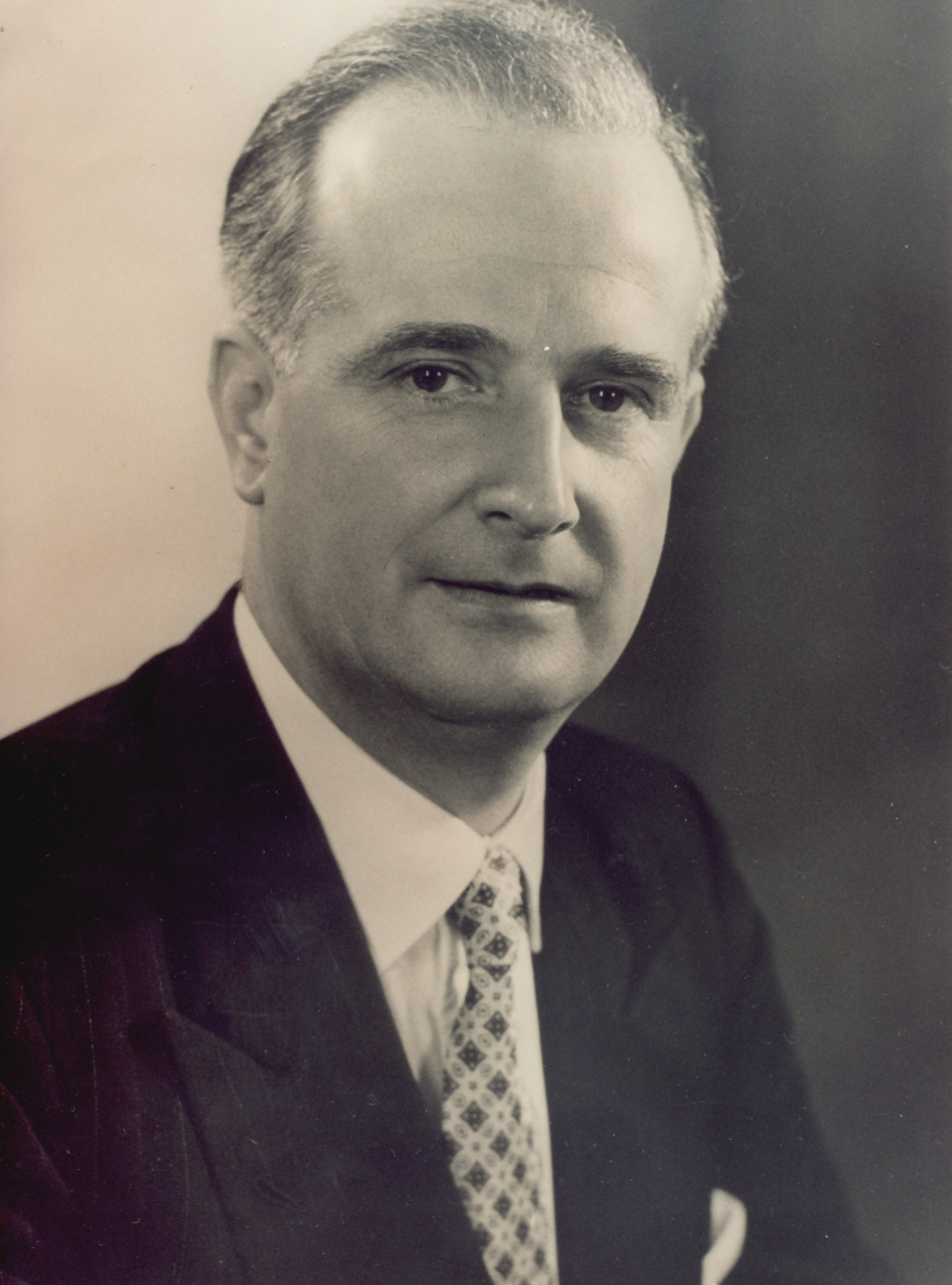
Alfons Kist (1960)

Alfons Josef Kist (* 19. März 1913 in Neusatzeck; † 10. Februar 1986 in Baden-Baden) war ein deutscher Volkswirt, Verwaltungsbeamter und Politiker der CDU.

## Leben und Beruf
Nach dem Abitur nahm Alfons Kist das Studium der Wirtschaftswissenschaften an der Ruprecht-Karls-Universität Heidelberg auf, das er 1938 mit der Promotion abschloss. Von 1939 bis 1943 nahm er als Soldat am Zweiten Weltkrieg teil und wurde Ende 1943 aufgrund einer schweren Kriegsverletzung, die er sich in Russland zuzog, vom Dienst entbunden.
Bis zu seiner Wahl als Bürgermeister der Stadt Bühl im Jahr 1948 war er in der Verwaltung der Firma ABB und als Lehrer am Gymnasium in Sasbach (Baden) tätig.
Nach dem Krieg engagierte sich Alfons Kist früh für den demokratischen Aufbau. Er war einer der Mitbegründer der Badisch-Christlich-Sozialen-Volkspartei (BCSV) aus der dann später die CDU Baden hervorging. Alfons Kist gehörte dem christlich-sozialen Flügel der CDU an. Er war 1946/47 Mitglied der Beratenden Landesversammlung Badens und gehörte von 1947 bis 1952 dem Badischen Landtag an.
1948 wurde Alfons Kist zum Bürgermeister der Stadt Bühl gewählt. Er bekleidete dieses Amt bis 1957. Nach unterschiedlichen Tätigkeiten in der Verwaltung wurde er 1959 als Direktor zur Kommission der Europäischen Atomgemeinschaft (später der Europäischen Gemeinschaften) nach Brüssel entsandt. Er gehörte der Kommission bis zu seiner Pensionierung an. Nach seiner Pensionierung widmete sich Alfons Kist intensiv der Heimat- und Familienforschung.

## Ehrungen
- 1952: Verdienstkreuz am Bande der Bundesrepublik Deutschland